# Novokîiivka, Tomakivka
Novokîiivka (în ucraineană Новокиївка) este localitatea de reședință a comunei Novokîiivka din raionul Tomakivka, regiunea Dnipropetrovsk, Ucraina.

## Demografie
Componența lingvistică a localității Novokîiivka
     Ucraineană (89,54%)
     Rusă (9,36%)
     Alte limbi (0,33%)
Conform recensământului din 2001, majoritatea populației localității Novokîiivka era vorbitoare de ucraineană (89,54%), existând în minoritate și vorbitori de rusă (9,36%).